# Chalcoscirtus hosseinieorum
Chalcoscirtus hosseinieorum är en spindelart som beskrevs av Logunov, Marusik, Mozaffarian 200. Chalcoscirtus hosseinieorum ingår i släktet Chalcoscirtus och familjen hoppspindlar. Inga underarter finns listade i Catalogue of Life.